# Unter-Meidlinger Straße

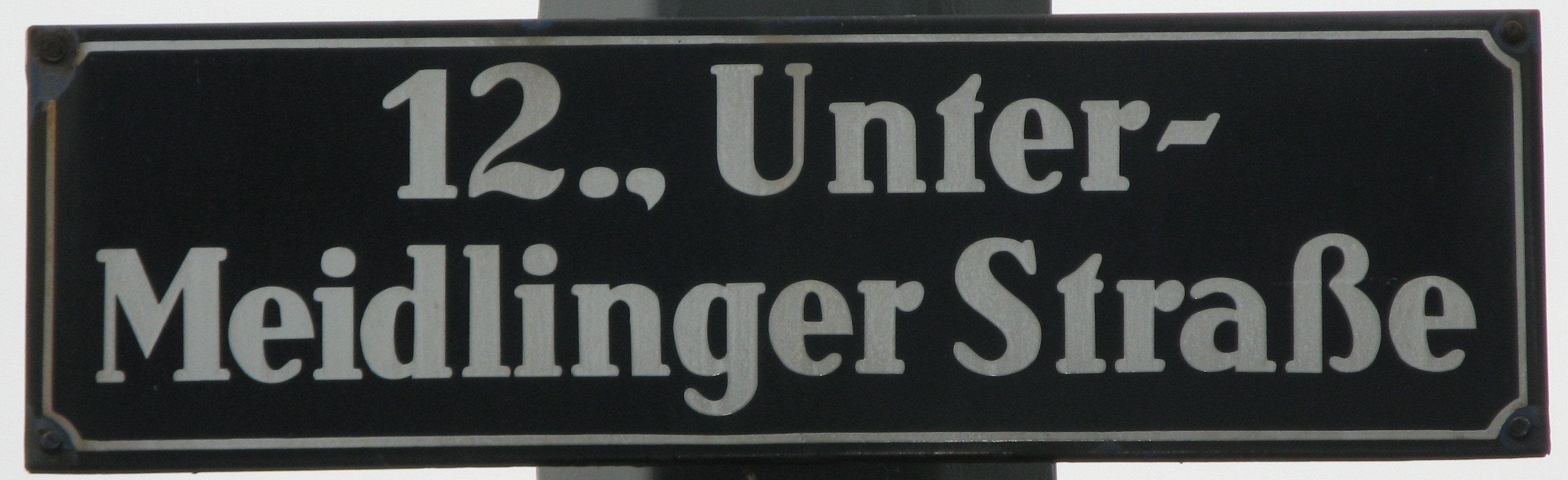

Die Unter-Meidlinger Straße ist eine Nebenstraße in Ost-West-Richtung in den Wiener Gemeindebezirken Favoriten und Meidling. Sie wurde 1905 nach der ehemaligen Vorortgemeinde Untermeidling benannt, die den stadtzentrumsnäheren Teil des historischen Ortes Meidling umfasste und vom Wiental bis hierher reichte.

## Lage und Charakteristik
Die Unter-Meidlinger Straße führt quer zum Hang des Wienerberges von der Triester Straße (gegenüber der Einmündung der Raxstraße) im Osten bis zur Pottendorfer Linie im Einschnitt im Westen (über den sie eine Fußgängerbrücke zur U-Bahn-Station Philadelphiabrücke und zum Bahnhof Wien Meidling hat), zumeist parallel zur einen oder zwei Häuserblöcke weiter südlich verlaufenden Durchzugsstraße Wienerbergstraße (B 225). Es handelt sich um eine Allee, die, weitgehend verkehrsarm, ruhige Wohnlagen berührt. (Der zentrale Bezirksteil nördlich der Südbahn liegt tiefer, die Wienerbergstraße verläuft am Höhenrücken.)
Öffentliche Verkehrsmittel sind neben den bei der Philadelphiabrücke erreichbaren Schnellverkehrslinien
- die Autobuslinie 63A, die den zentralen Teil der Straße mit den U-Bahn-Stationen Niederhofstraße (U6) und Meidling Hauptstraße (U4) im Wiental in Süd-Nord-Richtung verbindet, sowie
- die die U-Bahn-Stationen Reumannplatz (U1) und Philadelphiabrücke (U6) in Ost-West-Richtung verbindende Linie 7A, die die Unter-Meidlinger Straße kreuzt.

Ab der Kundratstraße wird die Unter-Meidlinger Straße in Richtung Osten als Einbahnstraße geführt. Sie ist aber nicht durchgehend bis zur Triester Straße befahrbar, da der Autoverkehr in die Karplusgasse weitergeleitet wird, während vom Fliederhof kommend wiederum das erste Stück der Unter-Meidlinger Straße befahren wird.
Ein Radweg verläuft von der Triester Straße bis zur Eibesbrunnergasse.

## Bemerkenswerte Bauwerke

### Nr. 1: George-Washington-Hof
An der Triester Straße führt die Unter-Meidlinger Straße vorerst in einem Rechtsbogen um und durch das Hauptportal des George-Washington-Hofes und dann an dessen Nordseite in Ost-West-Richtung weiter. Das Hauptportal trägt ein Porträtrelief mit der Darstellung des ersten US-amerikanischen Präsidenten, George Washington.
Der große Gemeindebau umfasst insgesamt 1084 Wohnungen. Birkenhof, Fliederhof und Ahornhof wurden von Karl Krist gestaltet, Ulmenhof und Akazienhof von Robert Oerley. Die 1927–1930 gebaute Anlage wurde 1932, zum 200. Geburtstag des Staatsmannes, nach ihm benannt. Ursprünglich hieß das Projekt Am Wienerberg – Spinnerin am Kreuz, da sich diese gotische Steinsäule wenige Meter zentrumsseitig der Abzweigung der Unter-Meidlinger Straße an der Triester Straße befindet.
Während an der rechten Straßenseite einige Randgebäude der Anlage verlaufen, liegen an der linken Straßenseite zunächst der Birkenhof und der Fliederhof, dann der Ahornhof. Danach, entlang der Köglergasse, verläuft die Bezirksgrenze zwischen Favoriten und Meidling; die Unter-Meidlinger Straße verlässt hier den 10. Wiener Gemeindebezirk. Ulmenhof und Akazienhof gehören bereits zum 12. Bezirk. Im Ulmenhof befand sich während der Februarkämpfe 1934 die Kommandozentrale des Republikanischen Schutzbundes, woran eine Gedenktafel erinnert.

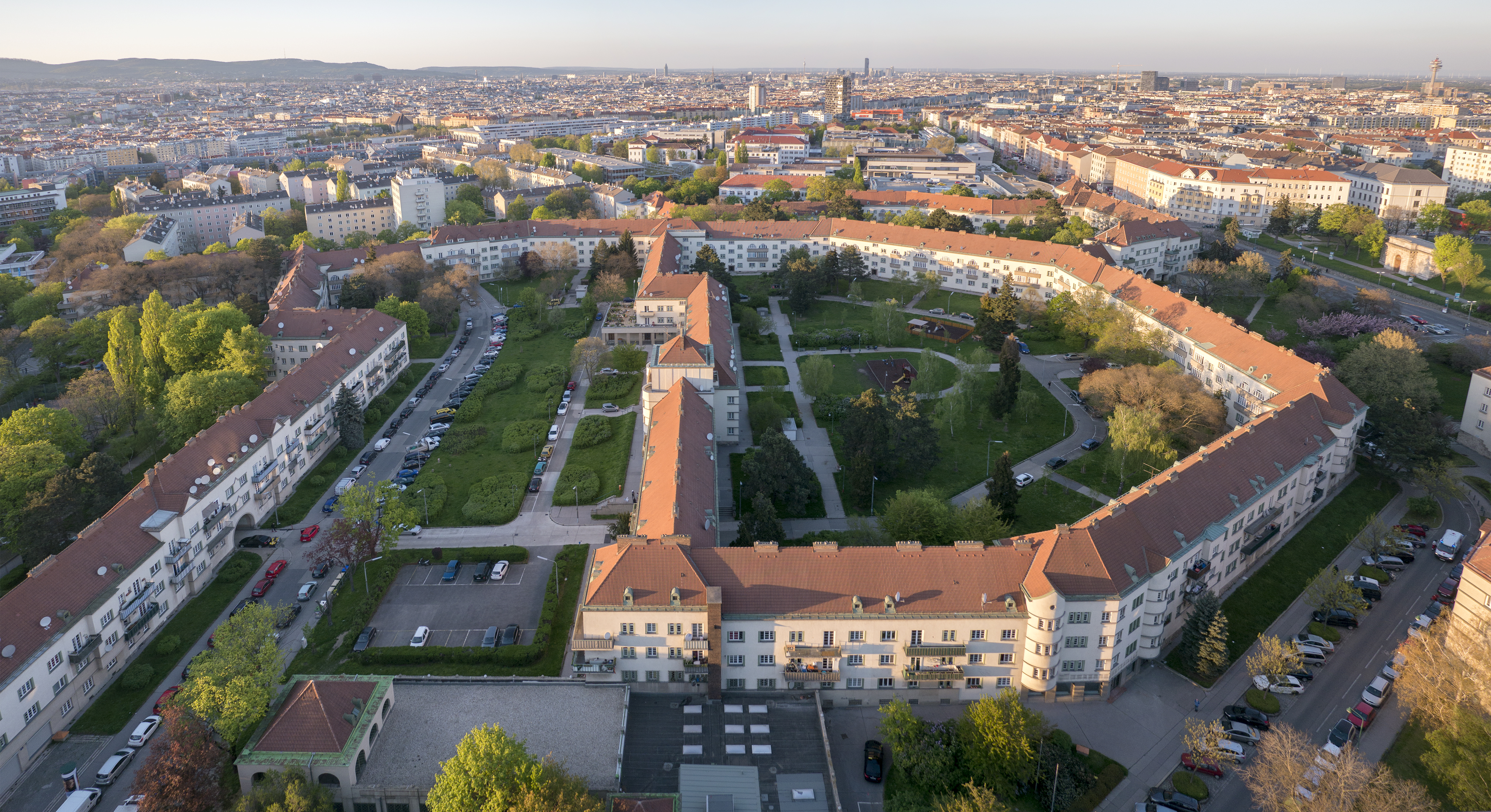
Birkenhof aus der Luft
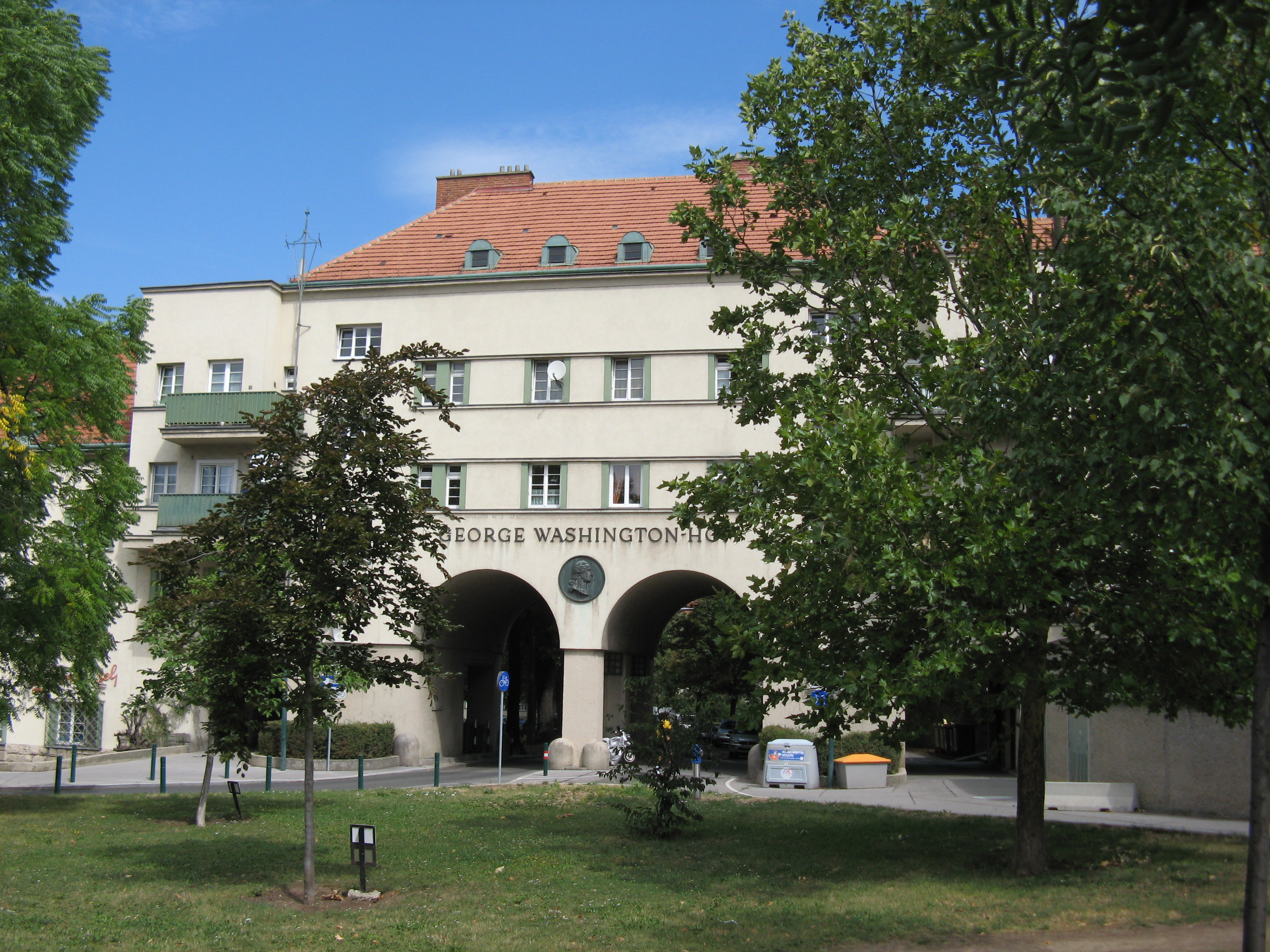
Beginn der Unter-Meidlinger Straße
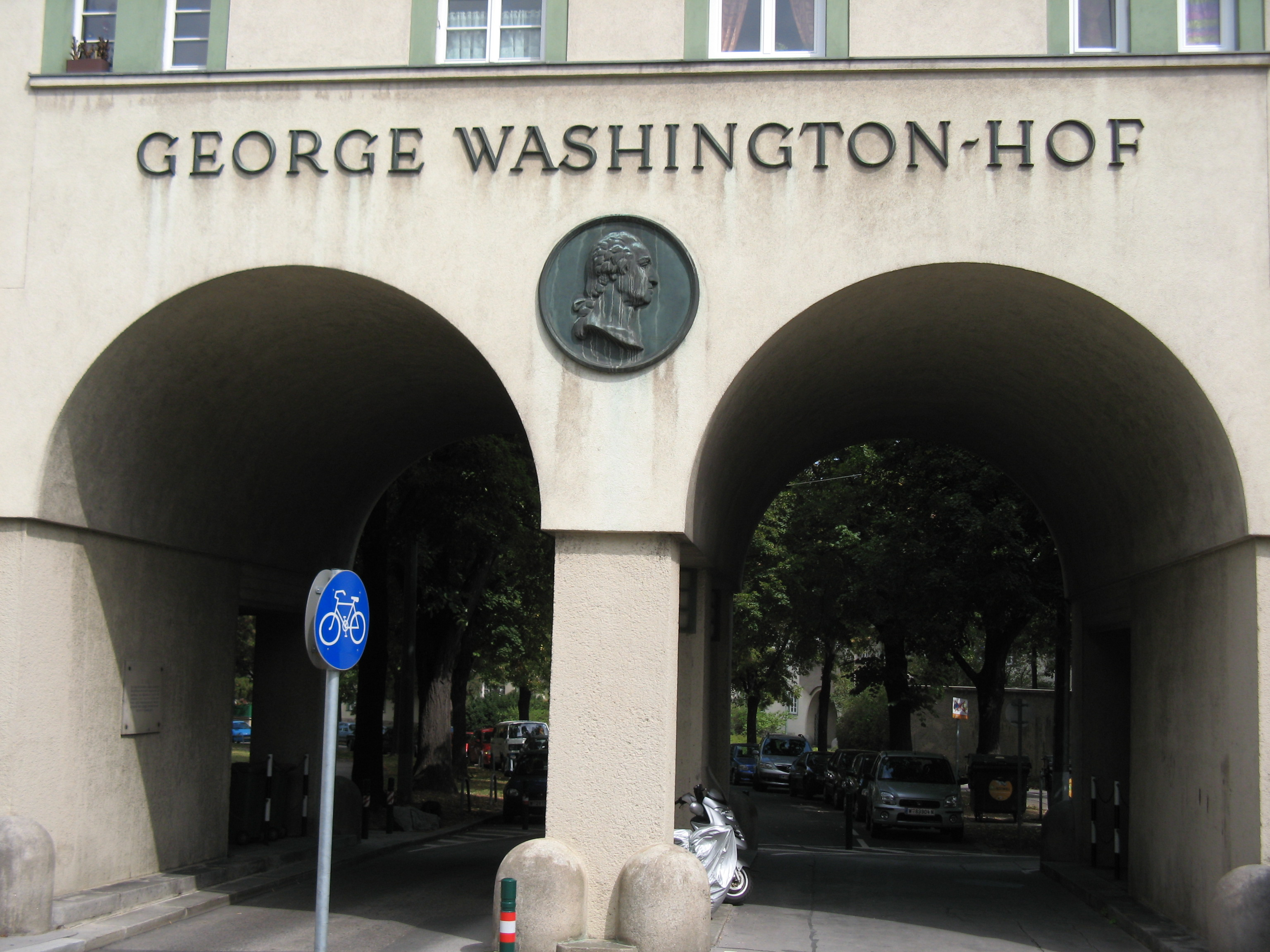
George-Washington-Hof
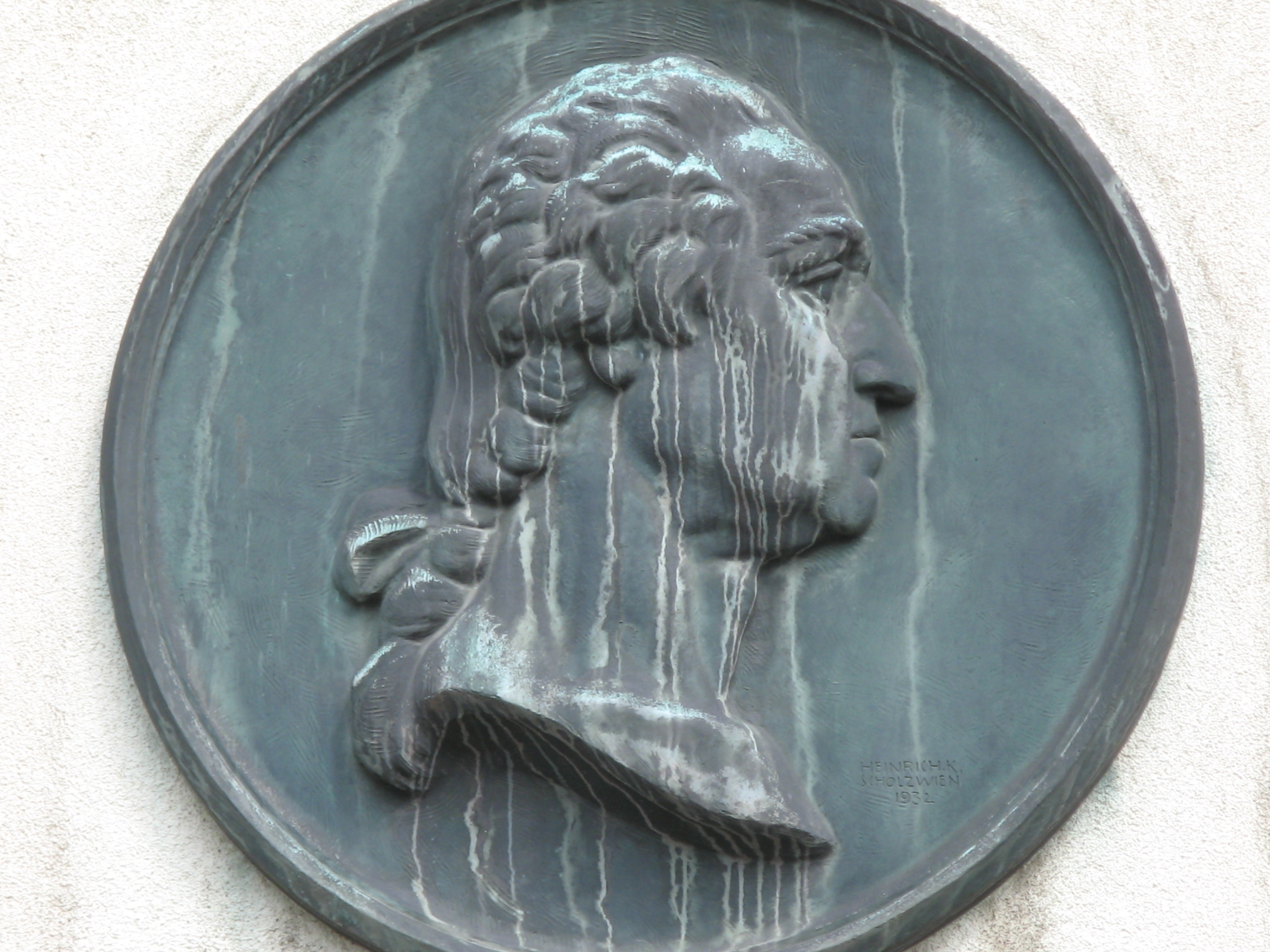
George Washington
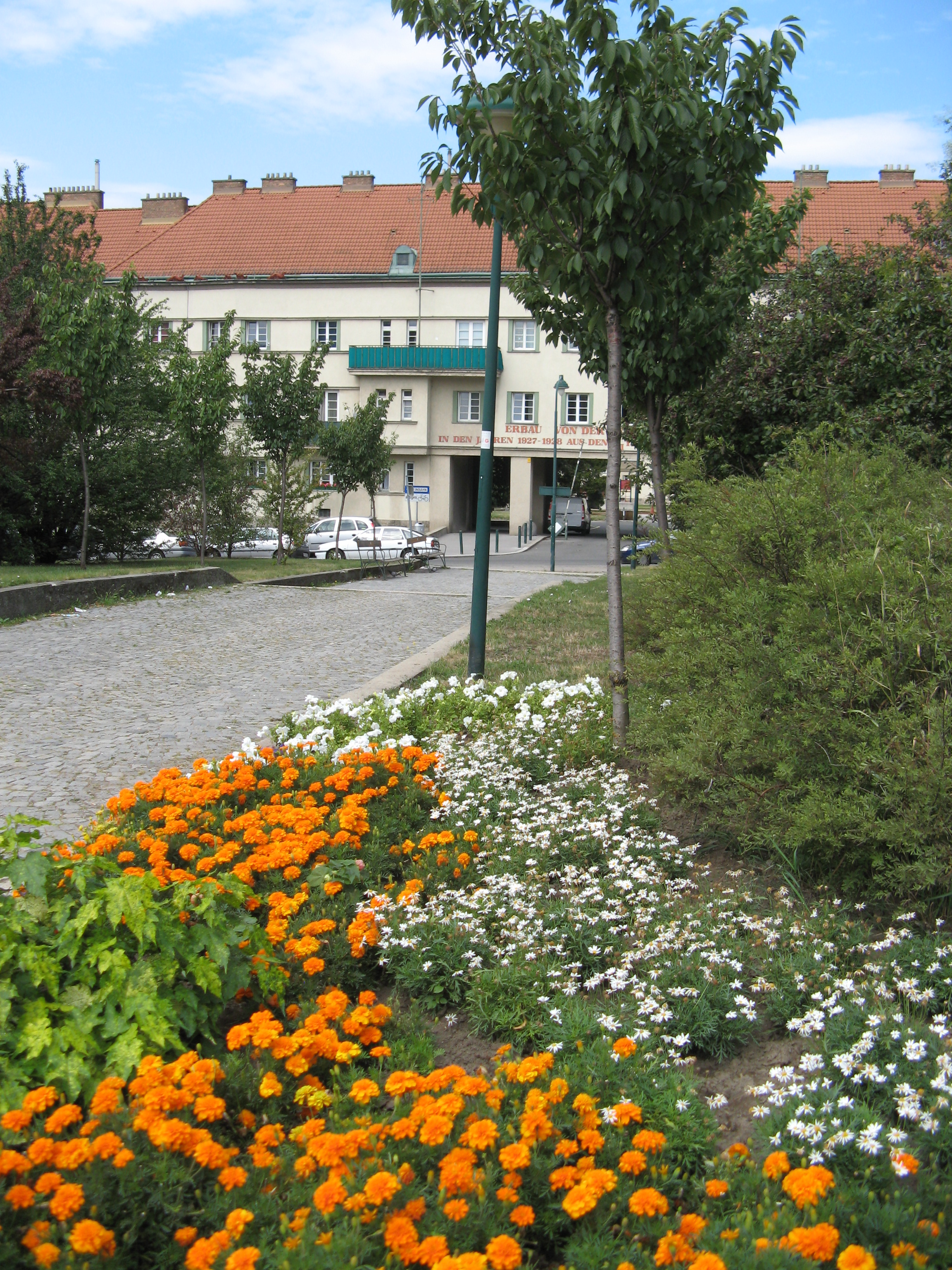
Zugang zum Birkenhof
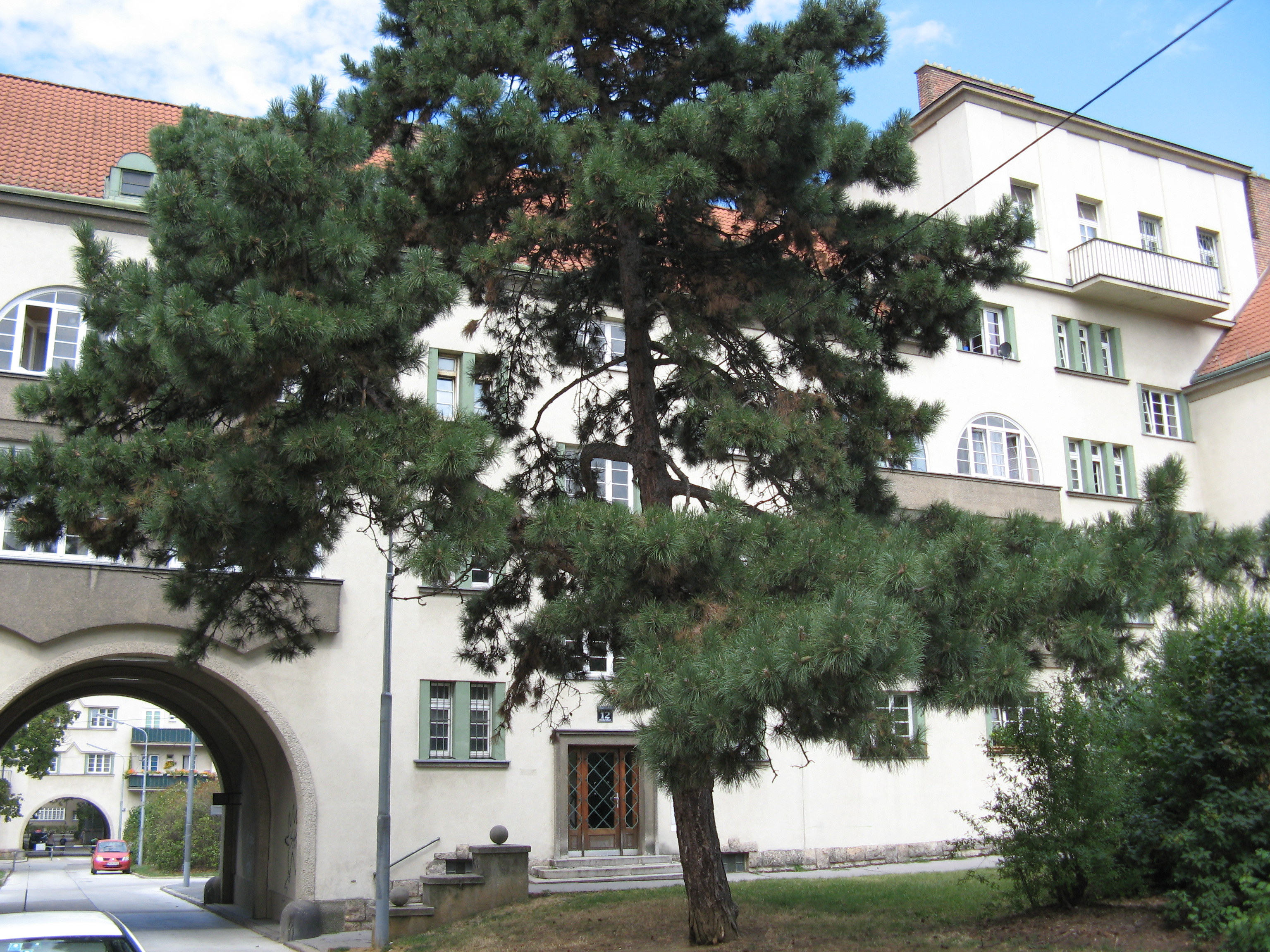
Birkenhof
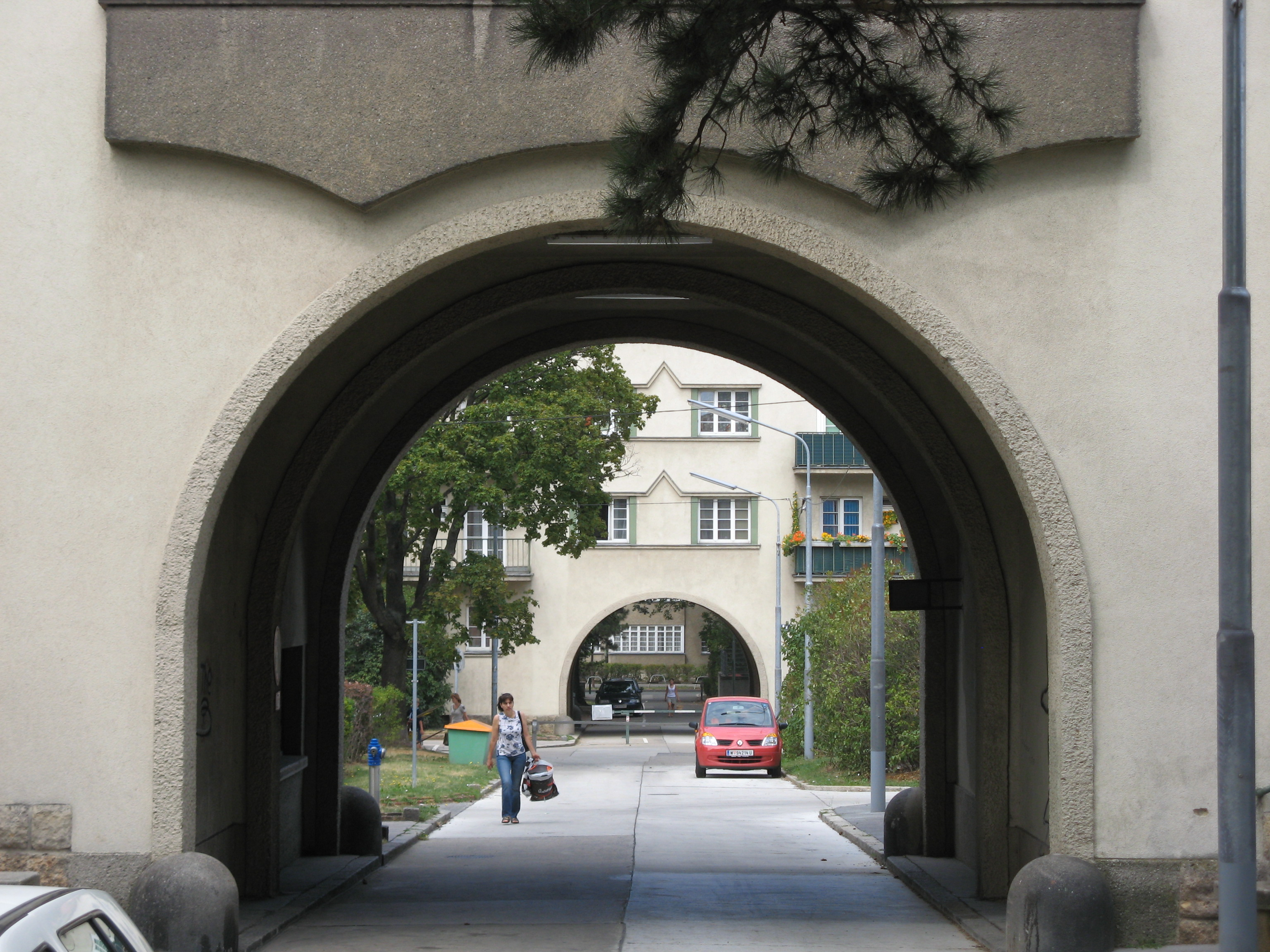
Durchgang Birkenhof / Fliederhof
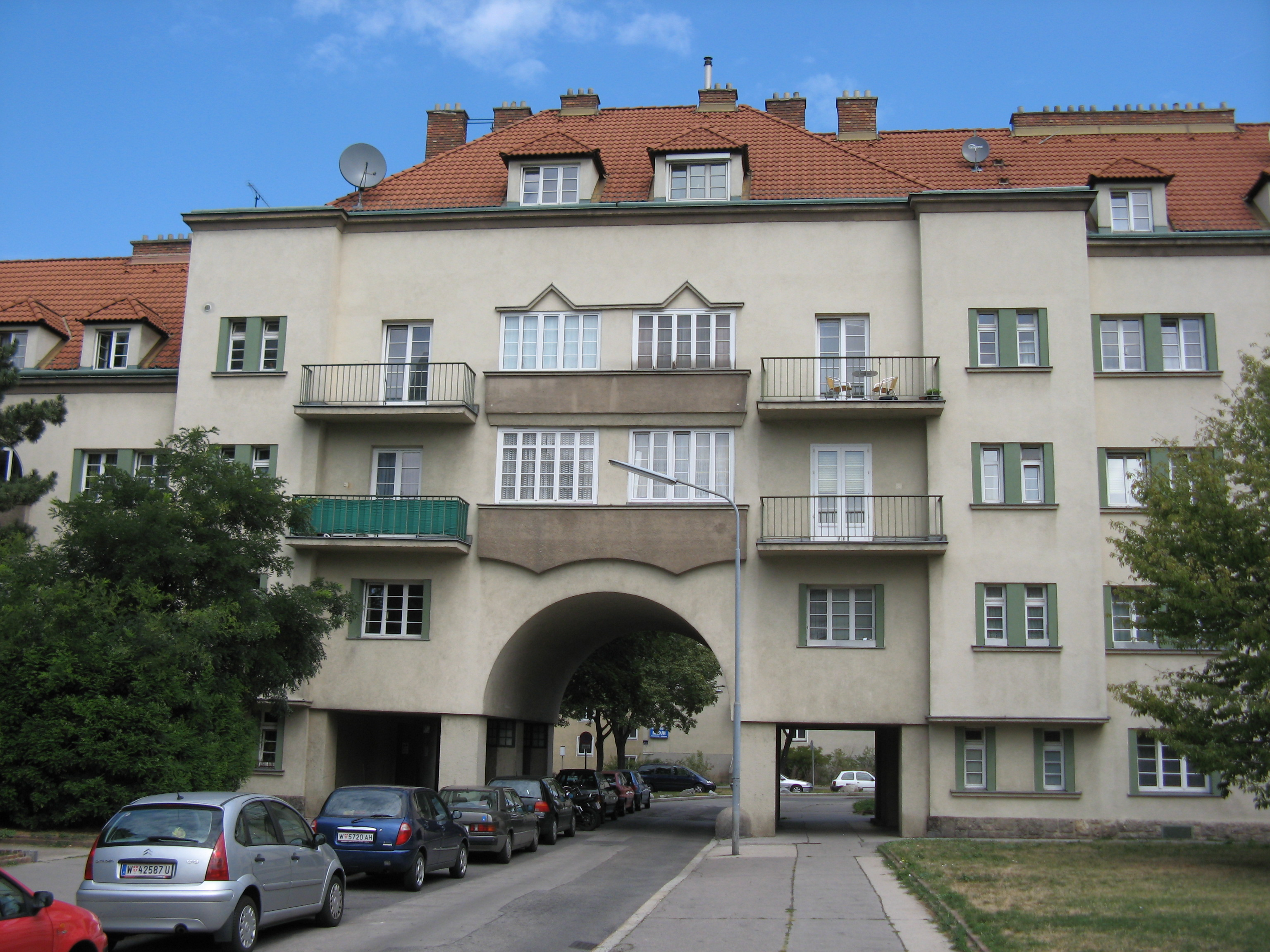
Fliederhof

### Nr. 26: Rehabilitationszentrum Meidling
Gegenüber von Ulmenhof und Akazienhof befindet sich Ecke Köglergasse 2A das Rehabilitationszentrum Meidling, das 1966–1968 von Gustav Peichl errichtet wurde. Links daran anschließend sieht man bei Nr. 28 die Rückseite des Unfallkrankenhauses Meidling (Eingang: Kundratstraße 37–39; Architekt nicht ermittelt).

### Nr. 63: Asyl für Obdachlose
Nach dem westlichen Ende des George-Washington-Hofes befindet sich an der Ecke zur Kastanienallee (der ehemaligen Asylgasse) das Gebäude „Asyl für Obdachlose“. Es wurde 1908 von Karl Krepp, Friedrich Mahler und Albrecht Michler für den privaten „Asylverein“ erbaut. Im Jahr 1909 übersiedelte der Verein in den Neubau, dort konnten ursprünglich 1100 Schlafplätze für Obdachlose angeboten werden. Von November bis Dezember 1909 wohnte hier Adolf Hitler, allerdings gilt dies nach neuestem Forschungsstand nicht mehr als gesichert.
Das Gebäude wurde später zur Unterbringung von Flüchtlingen genutzt. Seit den 1980er Jahren werden darin obdachlose Familien im Haus Kastanienallee beherbergt. Das als Denkmal geschützte Gebäude wurde 2007 und 2009 unterteilt und baulich verändert, die Außenfassade blieb dabei aber vollständig erhalten.
Von der Unter-Meidlinger Straße aus ist seit dem Jahr 2007 nur mehr die Männer-Notschlafstelle U63  zugänglich. Das Haus für Asyl ist das älteste Gebäude Wiens, das als Obdachlosenasyl erbaut wurde und heute noch in diesem Sinne genutzt wird.

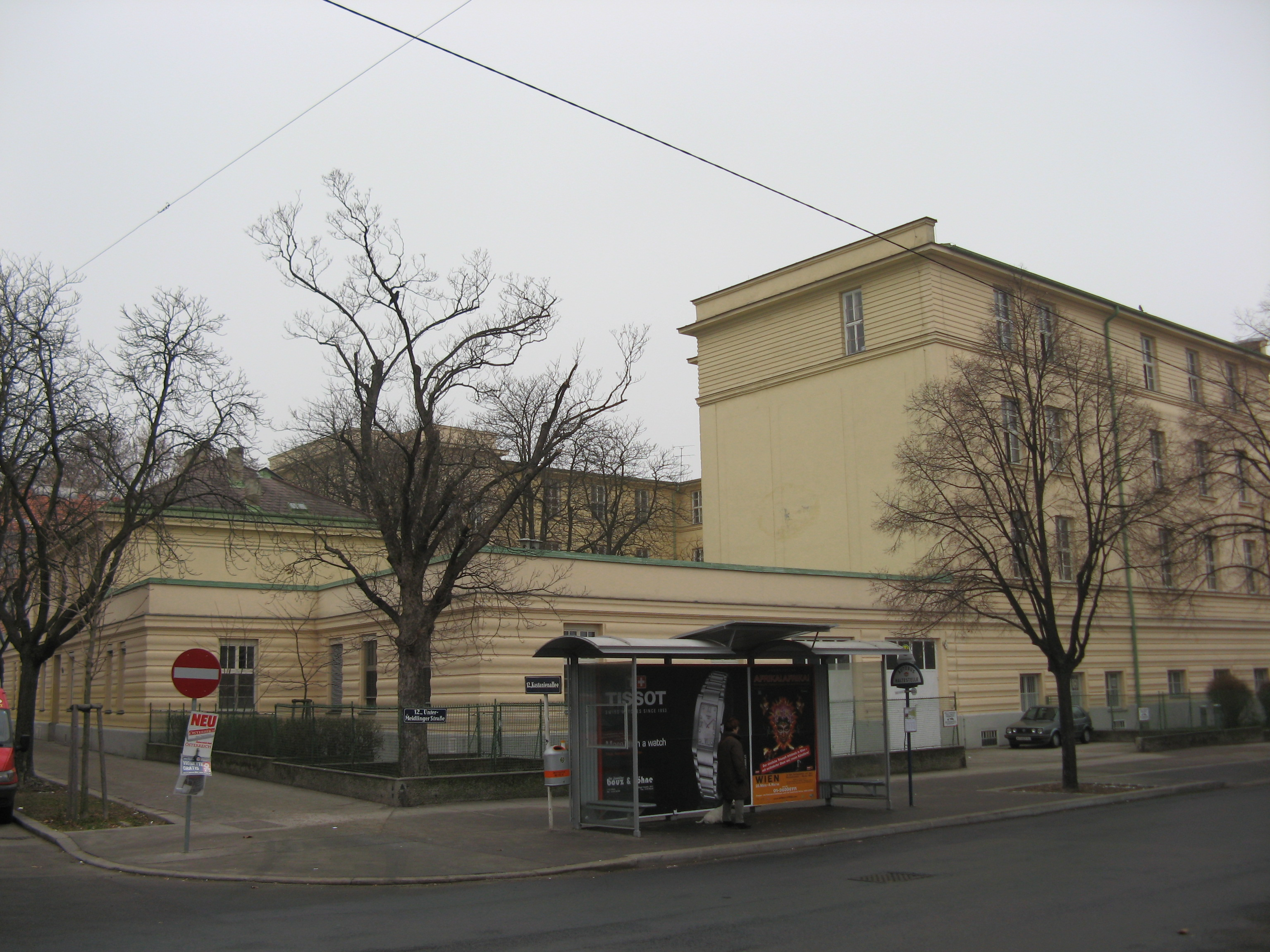
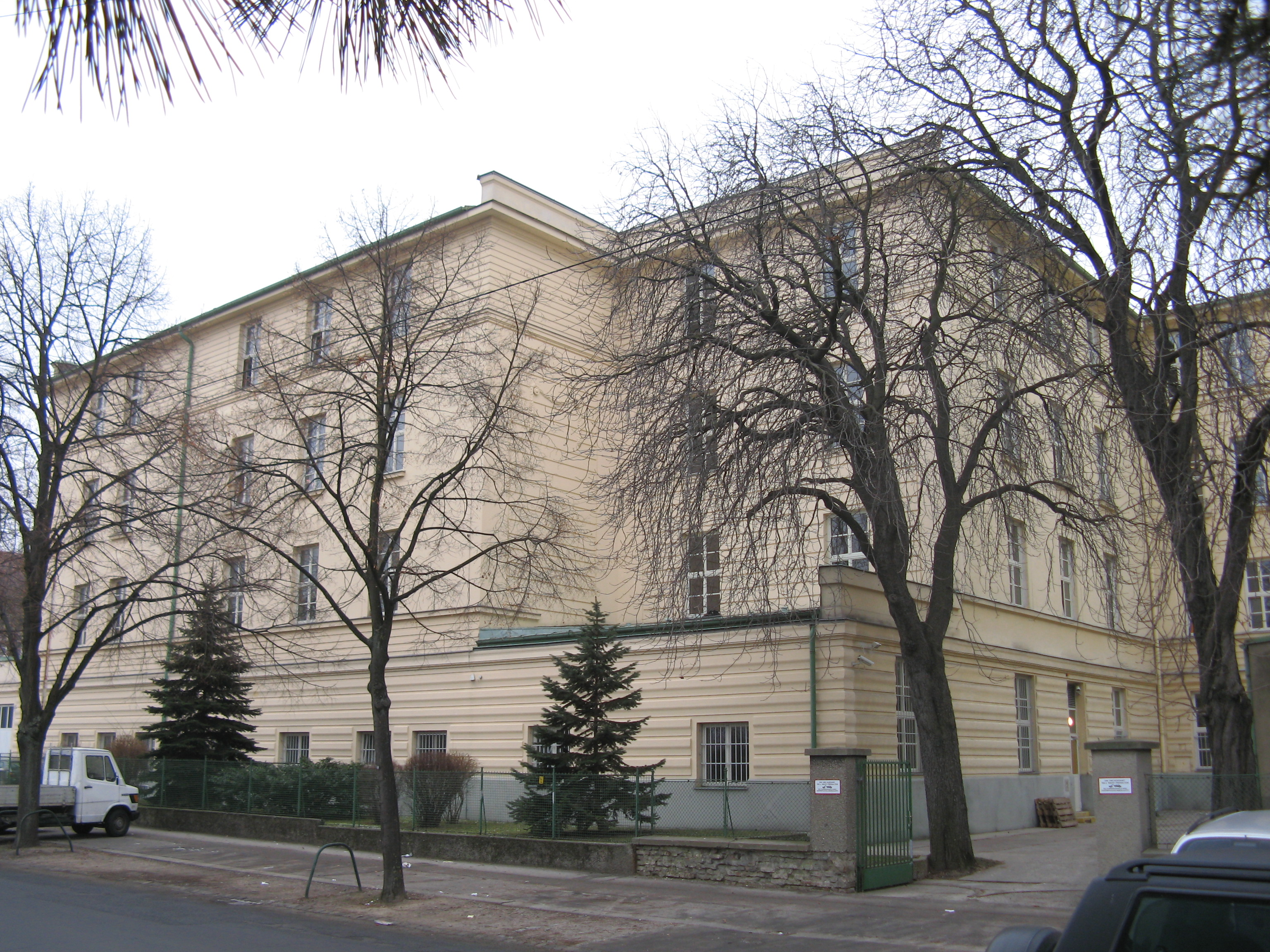
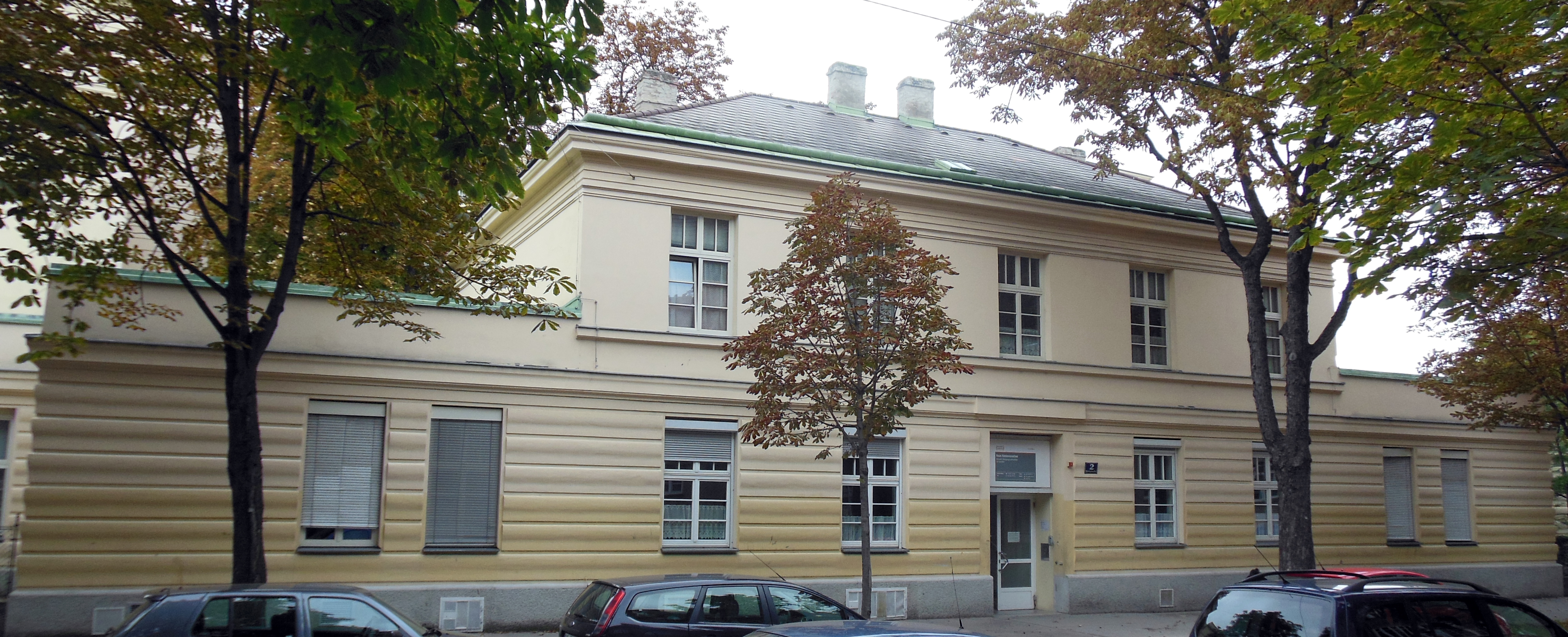
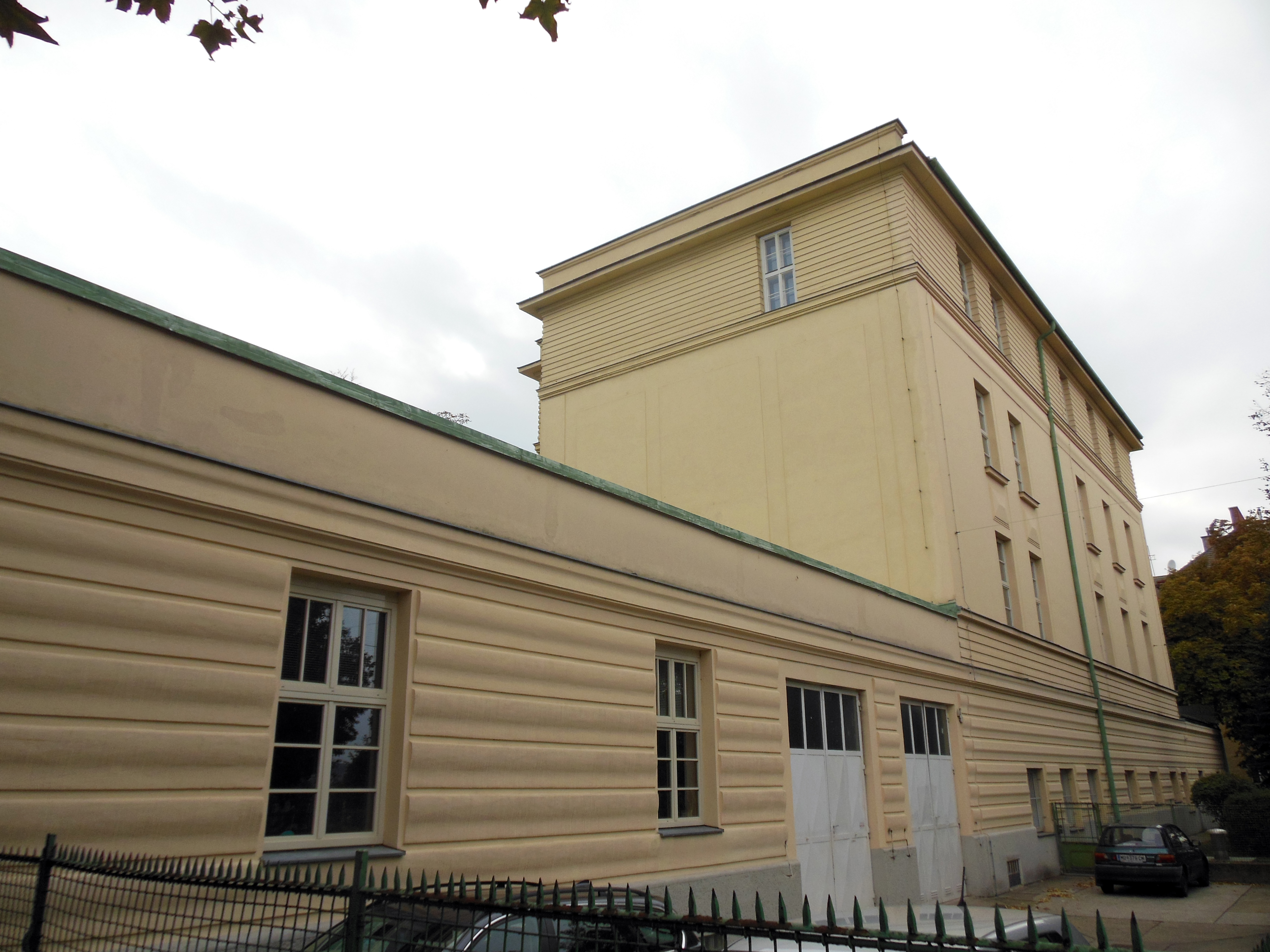

### Nr. 79–83: Wohnhausanlage
An der Wohnhausanlage befinden sich zwei Sgraffiti von Leopold Christian Pfeffer mit dem Titel Die Freuden des kleinen Mannes. Das eine stellt Gartenarbeit, das andere Sport dar. Beide Bilder entstanden 1953.

### Meidlinger Friedhof
Rund die halbe Länge der nördlichen Straßenseite, von der Kundratstraße / Kastanienallee westwärts bis zur Pottendorfer Linie, wird vom Meidlinger Friedhof eingenommen, ohne dass sich hier aber ein Eingang befinden würde. Der Friedhof besteht aus zwei Teilen, die von der die Unter-Meidlinger Straße kreuzenden Eibesbrunnergasse getrennt werden. Er wurde 1862 eröffnet und ist einer der größeren in Wien. Hier ist der große Schulreformer des Roten Wien, Otto Glöckel, bestattet, ansonsten sind vor allem Begräbnisstätten von lokal bedeutenden Personen zu finden wie von Josef Leopold Gierster und Karl Hilscher.

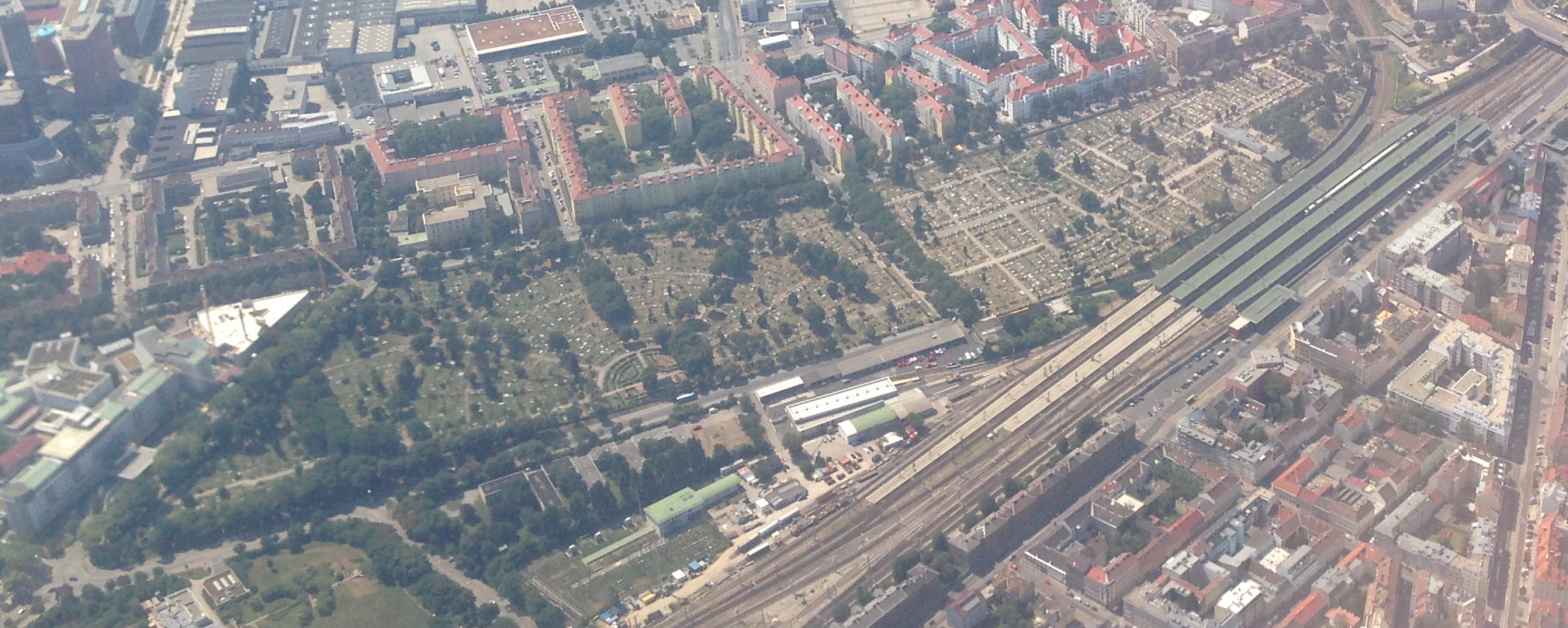
Luftaufnahme, Unter-Meidlinger Straße am oberen Rand des Friedhofs
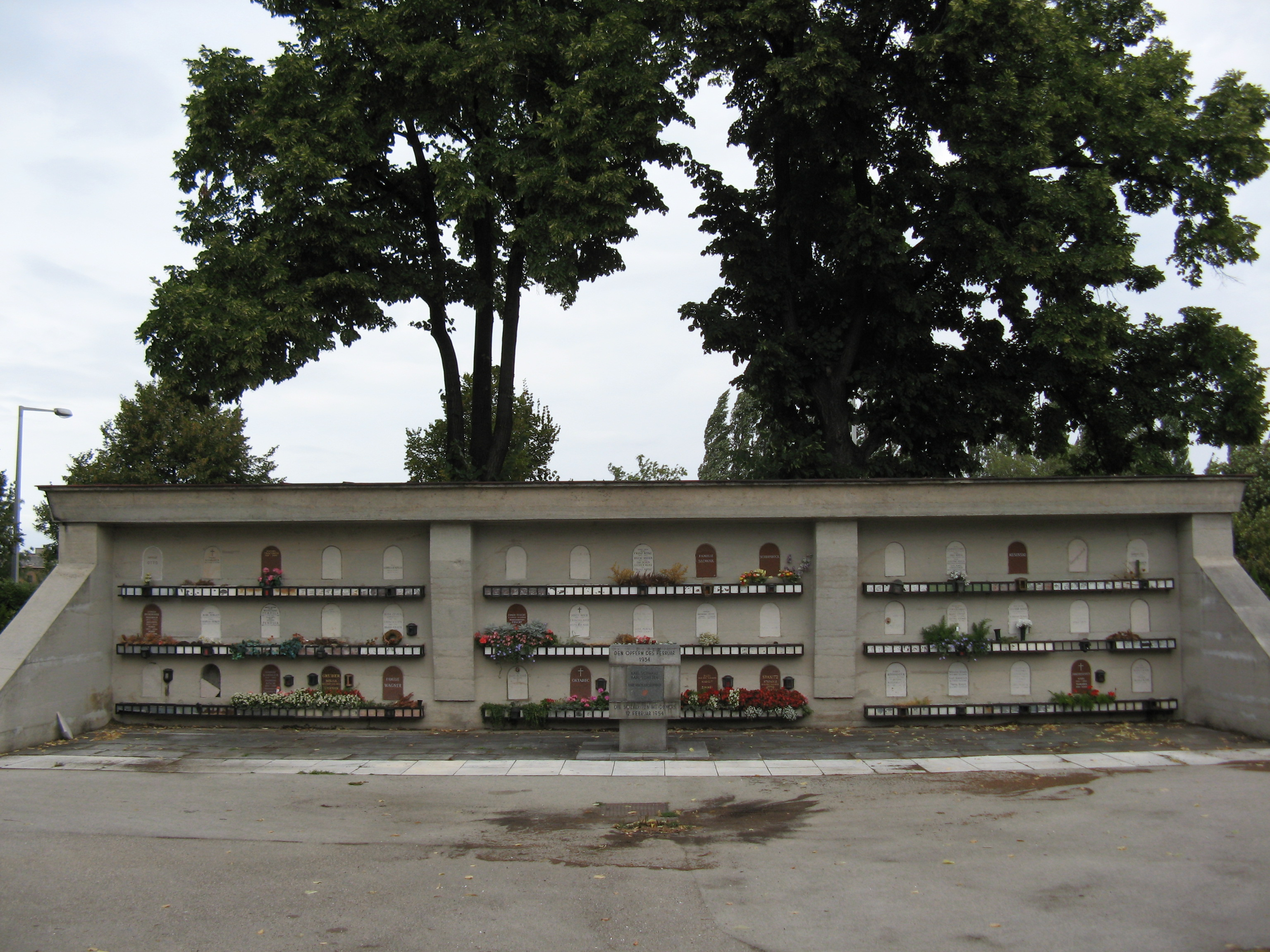
Urnengräber
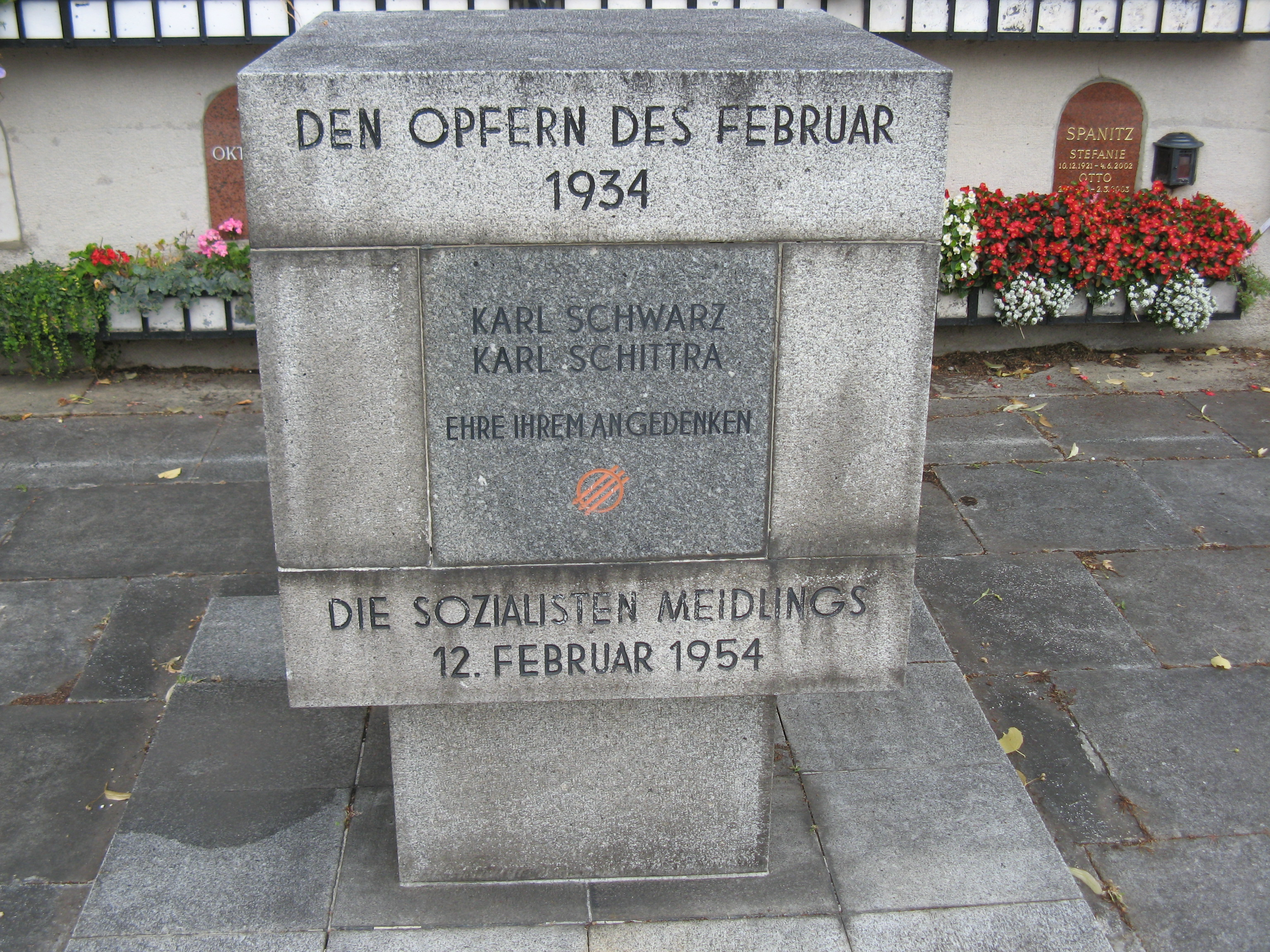
Den Opfern des Februar 1934
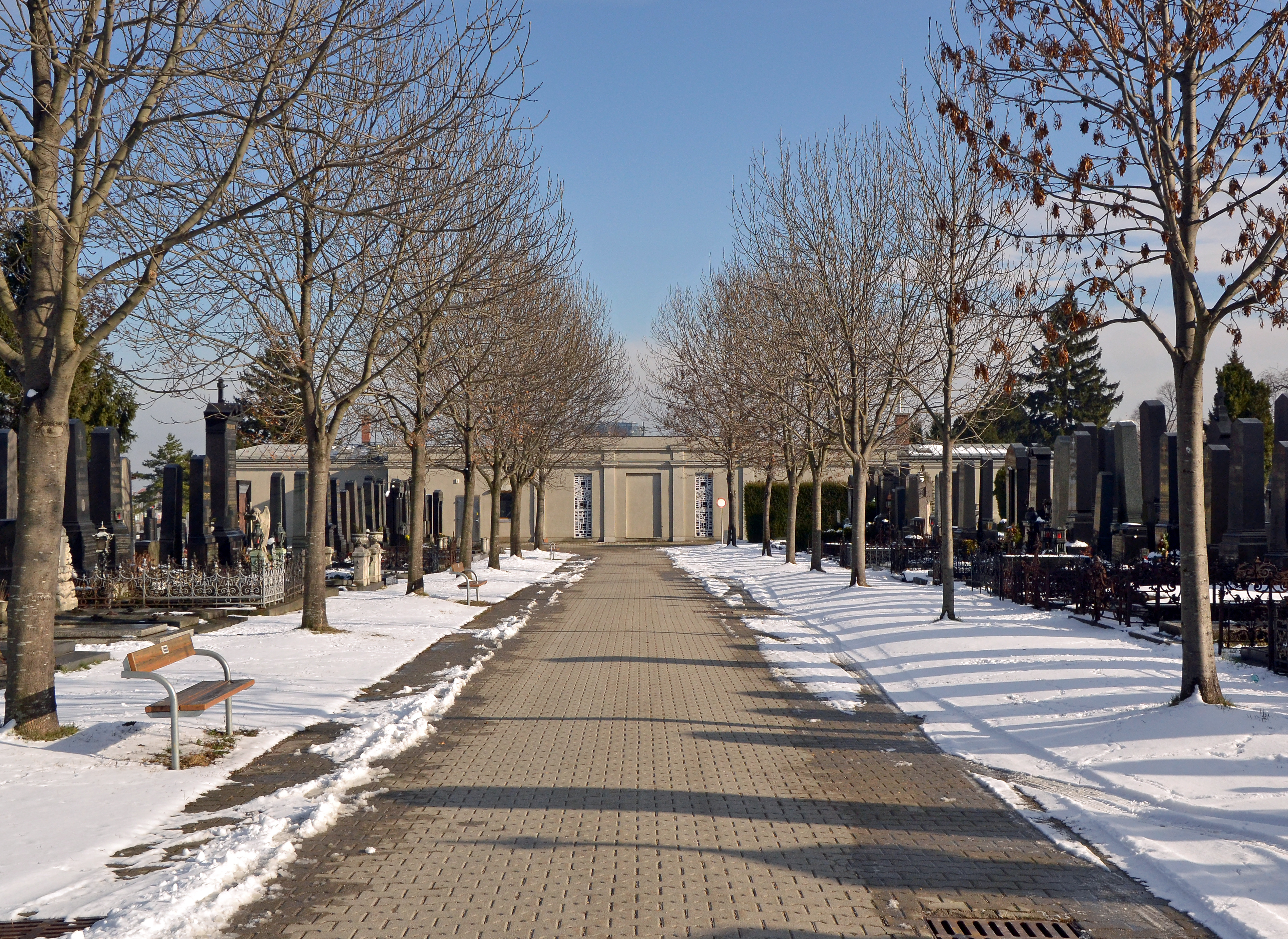
Einsegnungshalle
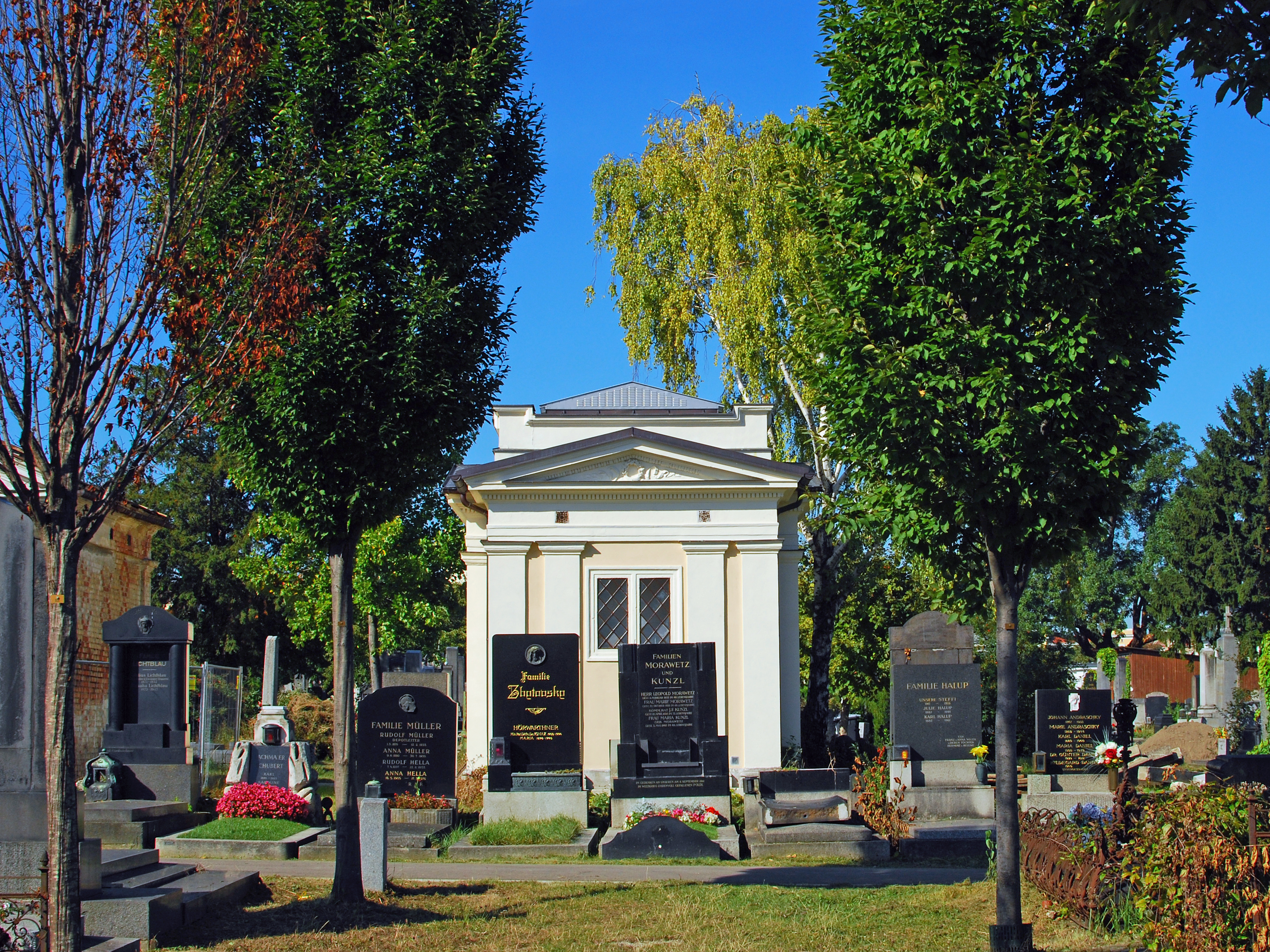
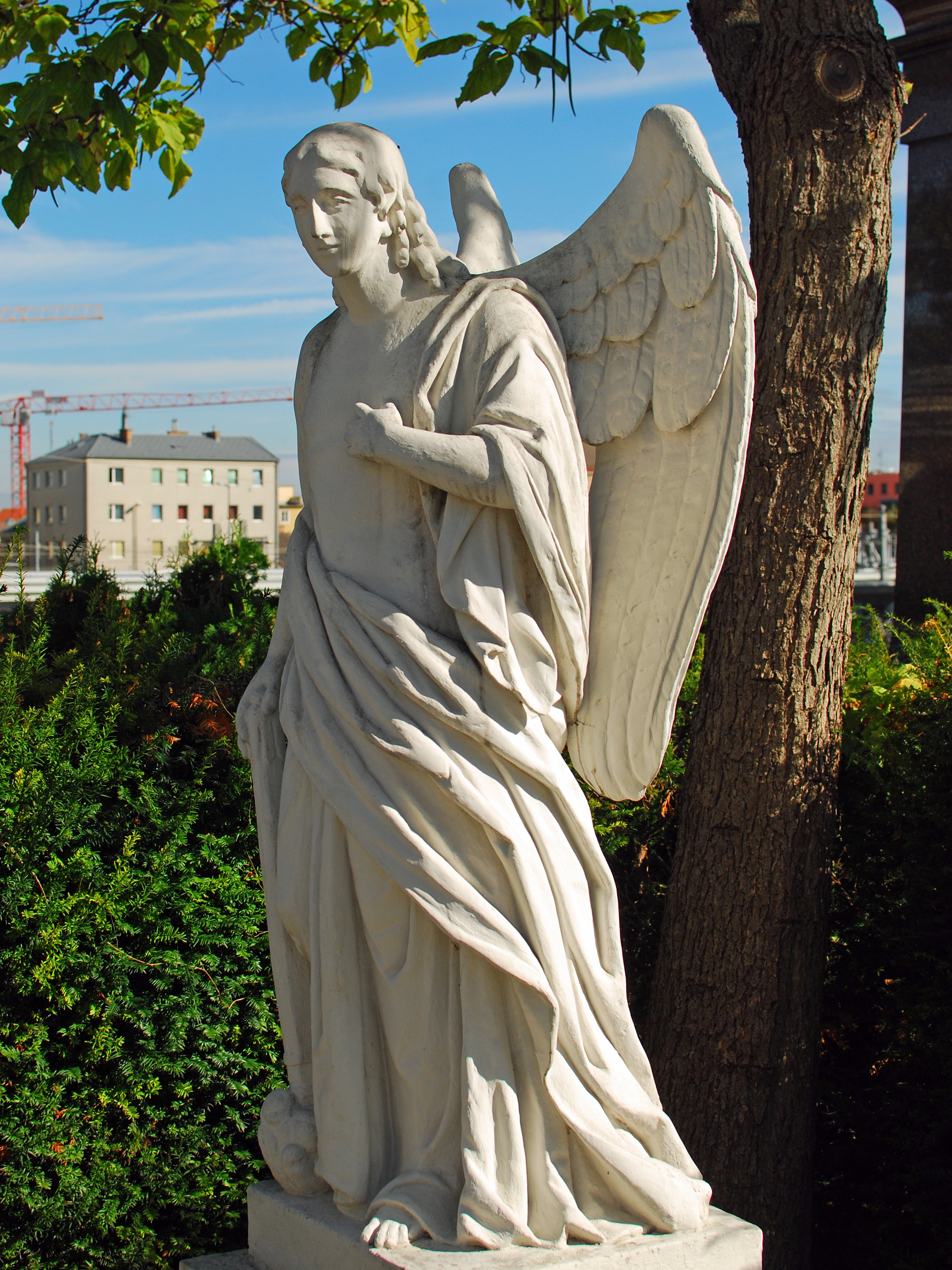
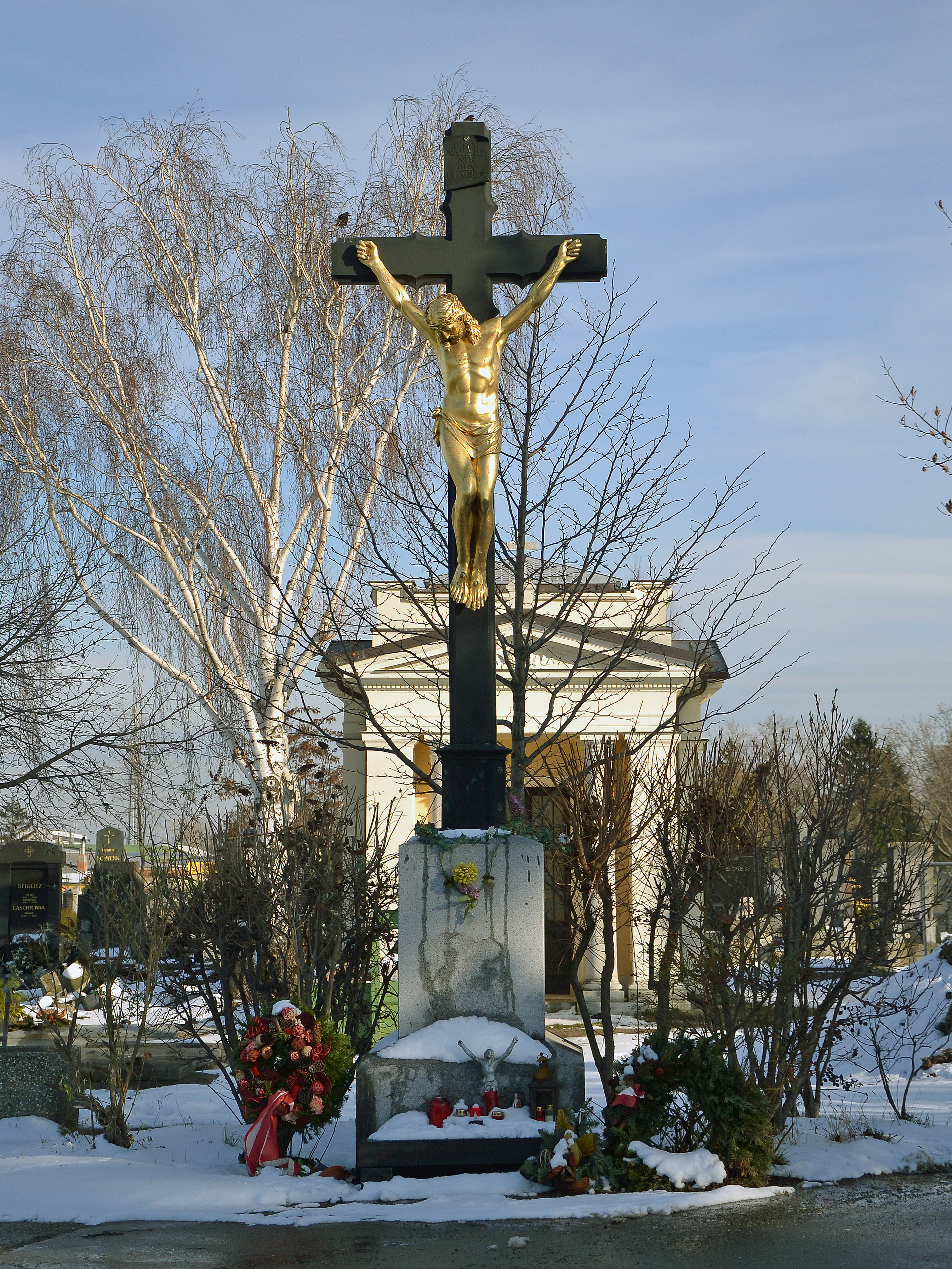
Friedhofskreuz